# Marsaciusok
A marsaciusok ókori néptörzs. Gallia Belgicában a Rajna torkolatában egy szigeten éltek. A rómaiakkal a Civilis-féle lázadáskor kerültek kapcsolatba. Tacitus és idősebb Plinius említi őket.